# بریسون سیتی (کارولینای شمالی)
بریسون سیتی (به انگلیسی: Bryson City) شهری در ایالت کارولینای شمالی کشور ایالات متحده آمریکا است که جمعیت آن در سرشماری سال ۲۰۱۰ میلادی، ۱٬۴۲۴ نفر بوده‌است.